# Rite guèze
 (octobre 2013).
Si vous disposez d'ouvrages ou d'articles de référence ou si vous connaissez des sites web de qualité traitant du thème abordé ici, merci de compléter l'article en donnant les références utiles à sa vérifiabilité et en les liant à la section « Notes et références ».
Le rite guèze (ou ge'ez), rite éthiopien ou encore rite abyssinien est le rite liturgique employé par l'Église éthiopienne orthodoxe, l'Église érythréenne orthodoxe, l'Église catholique éthiopienne et l'Église catholique érythréenne,,.

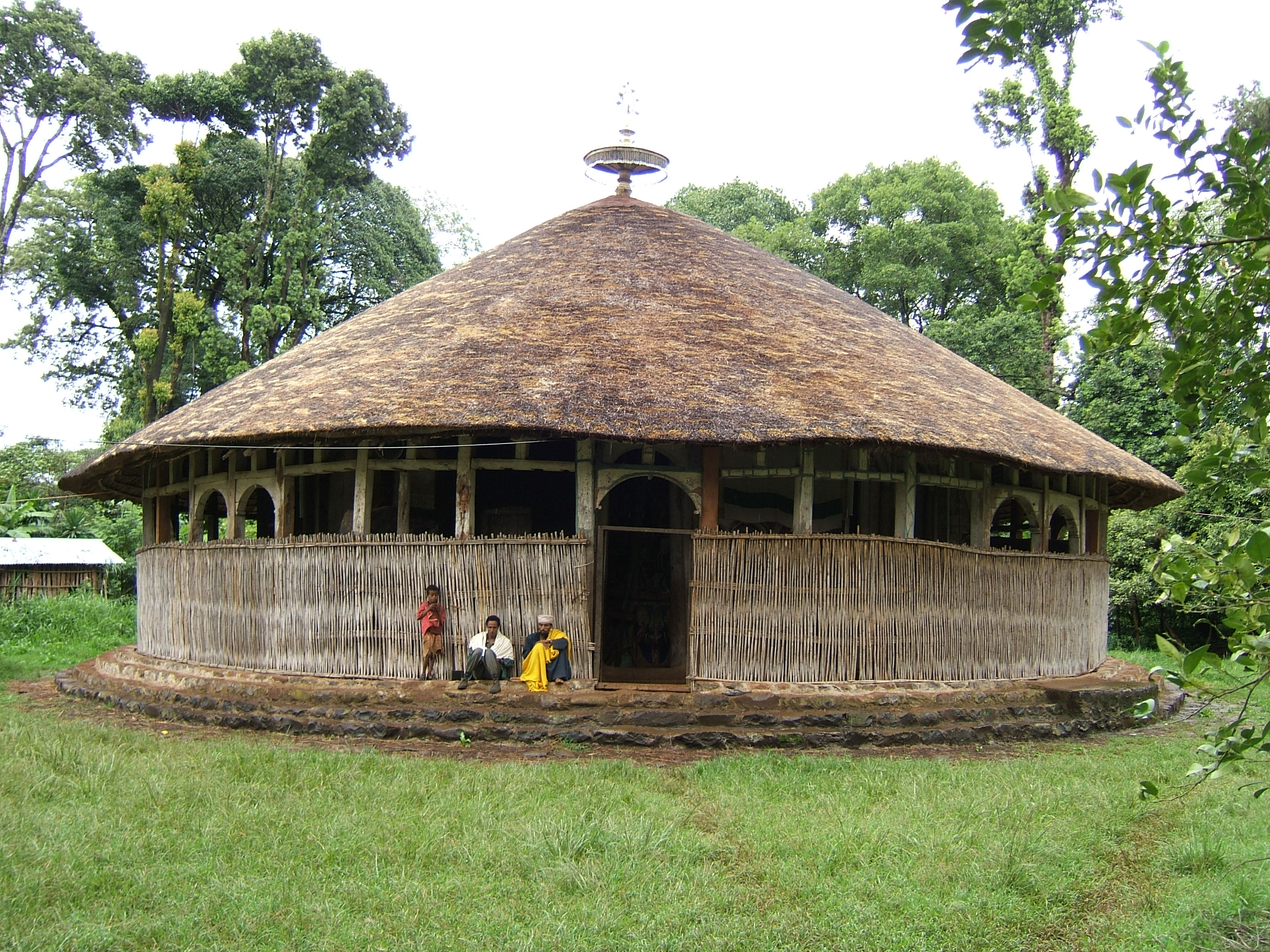
Le monastère Zeghie Azwa Mariam, sur une des îles du lac Tana, à Baher Dar, en Éthiopie

## Historique
Le rite guèze est une variante du rite copte.

## Caractéristiques

### Aménagement des églises
Les Églises rurales sont rondes, avec le sanctuaire au centre.
Le « tabot » planchette sacrée représentant les tables de la Loi, est conservé dans le sanctuaire.

### Langue liturgique
La langue liturgique est le guèze. Toutefois, certains hymnes populaires sont en amharique.
Plusieurs livres dits « apocryphes » par les chrétiens occidentaux sont reconnus comme inspirés et figurent dans le canon des Écritures pour les Éthiopiens : l'Ascension d'Isaïe, le Livre d'Hénoch, le Livre des Jubilés. Le canon éthiopien compte 81 livres.

### Liturgie eucharistique

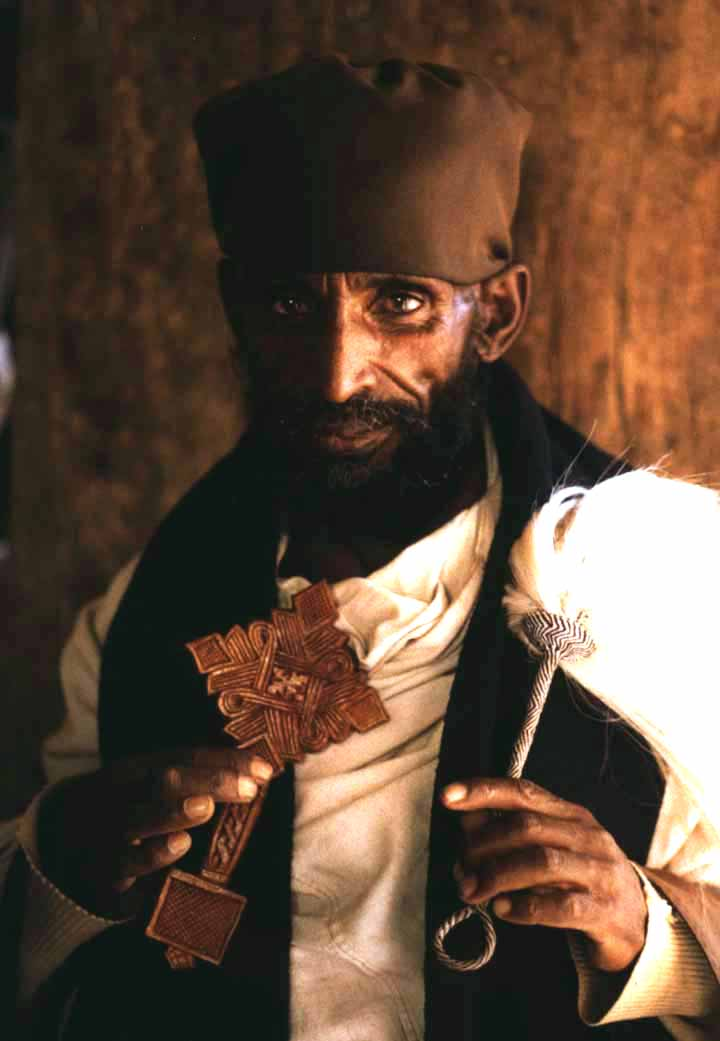

Il faut cinq célébrants, dont deux prêtres, pour célébrer l’eucharistie. La messe éthiopienne, tout comme la messe copte, a la particularité d'utiliser beaucoup d'anaphores (prières eucharistiques). La plus répandue est celle de saint Hippolyte, dite « des saints apôtres ».
On consacre, à l’eucharistie, un pain encore chaud. On utilise parfois du raisin trempé en guise de vin.

### Calendrier et année liturgique

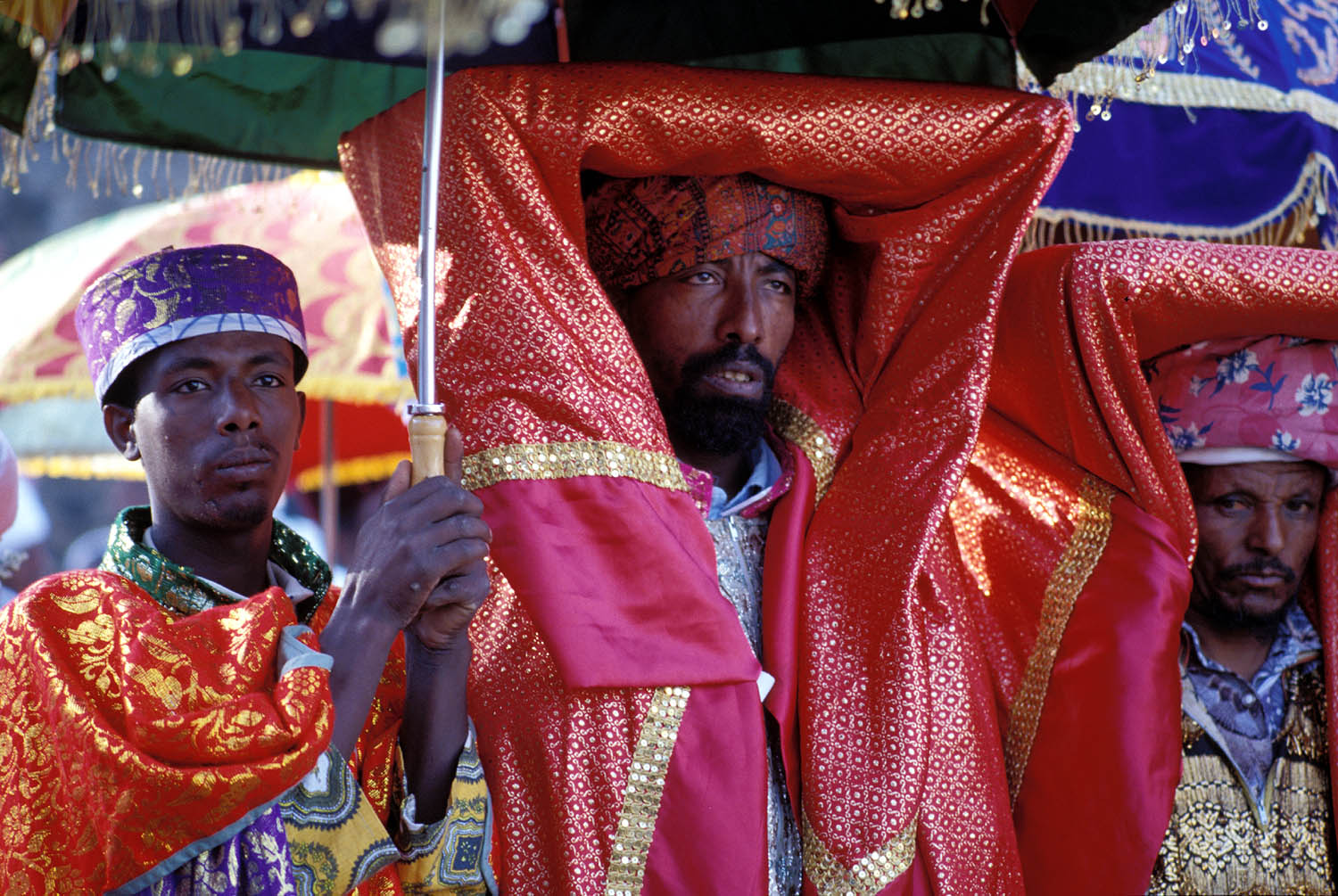
Procession de Timqet à Gondar

Il existe de nombreuses fêtes (dont 33 dédiées à la Vierge Marie), dont les principales sont Noël (Genna), l’Épiphanie et le Baptême de Jésus (Timqet), la Transfiguration (Buhe), la Mi-Carême (Debre Zeit), Pâques (Fassika), la fête de la Vraie Croix (Mesqel). La fête du Nouvel An (Enqoutatash) n'est pas réellement rituelle.
L'Éthiopie suit le calendrier julien, décalé d'environ 8 ans par rapport au calendrier grégorien. Le calendrier éthiopien compte 13 mois (calendrier lunaire-solaire : 12 mois lunaires et un mois de 5 jours ou 6 jours les années bissextiles). Les orthodoxes pratiquants suivent plus de 200 jours de jeûne ou d’abstinence par an.

### Art sacré

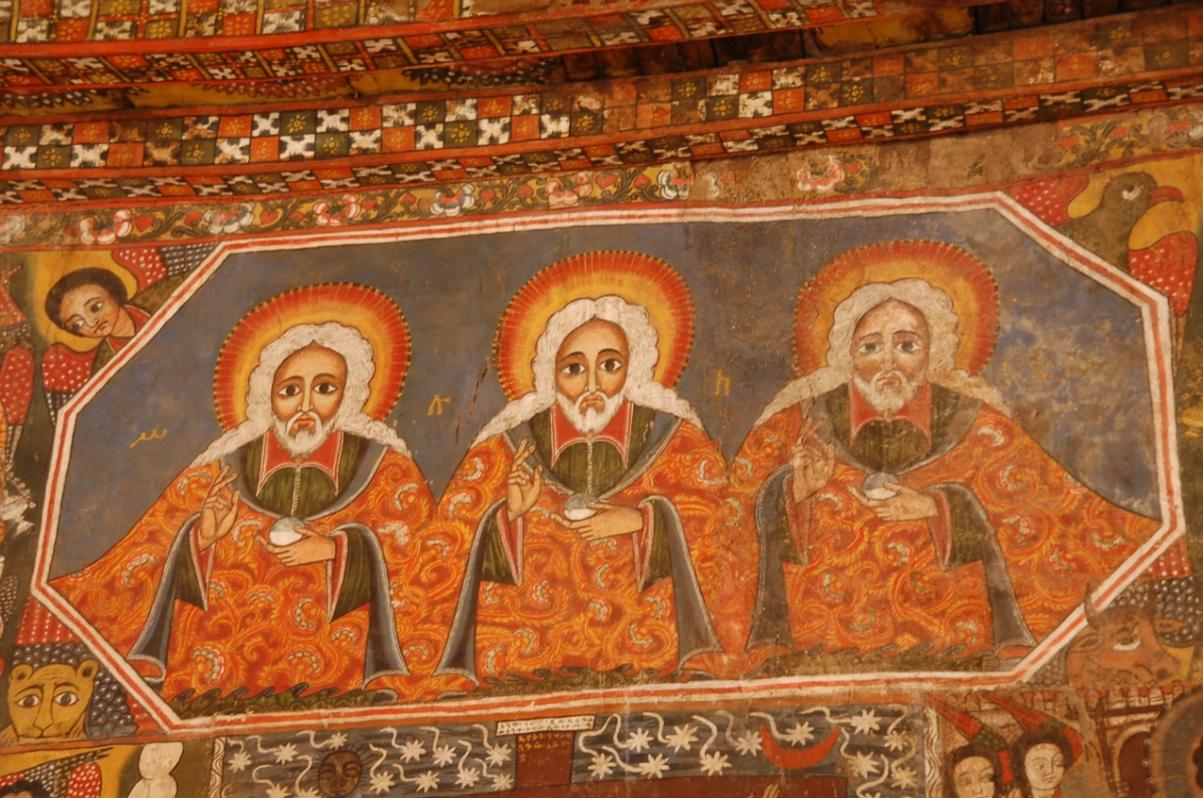
La Sainte Trinité

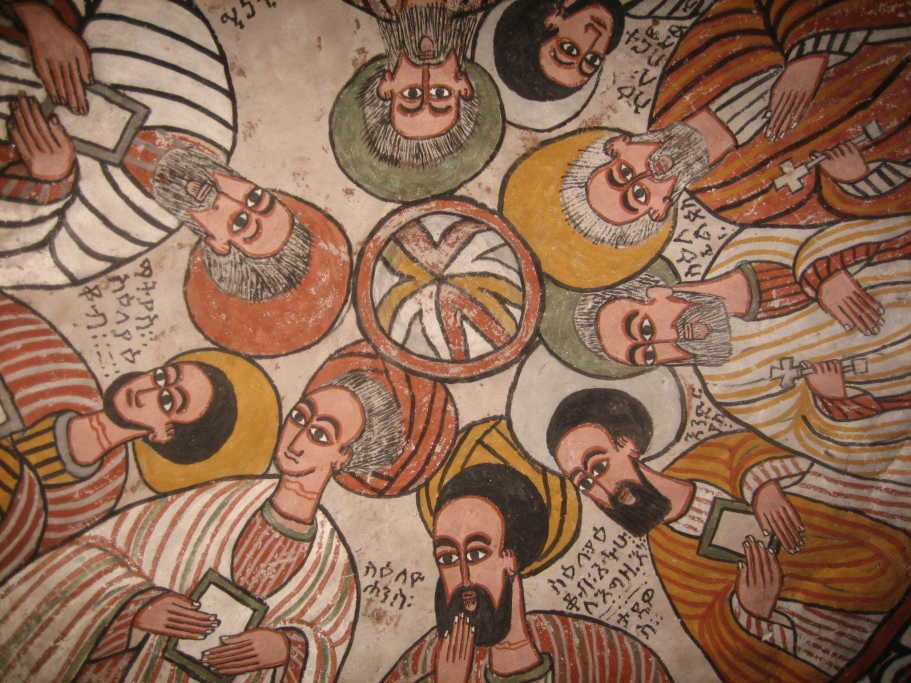
Les Neuf Saints. Église d'Abuna Yemata Guh (Gheralta)

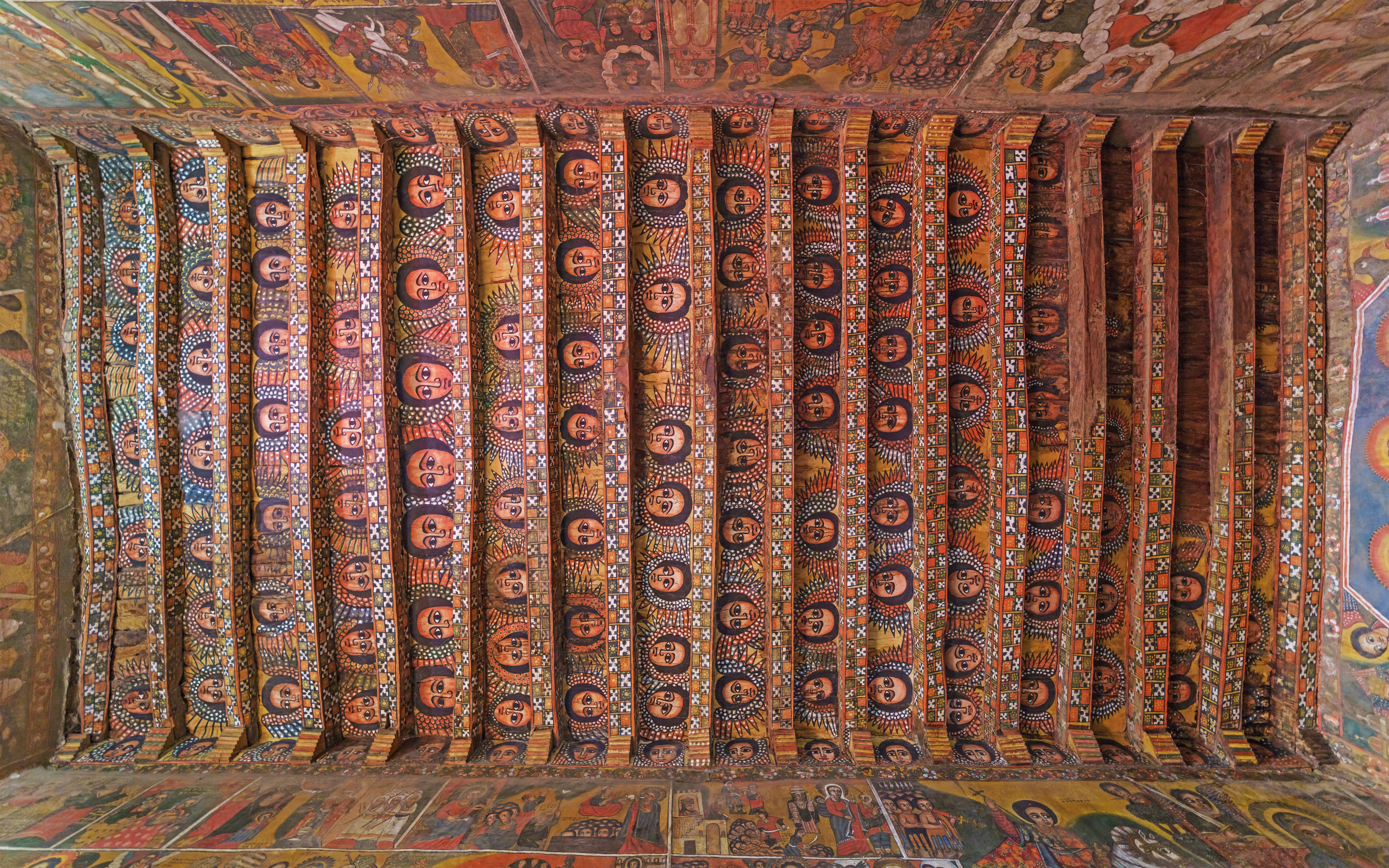
Plafond. Debre Berhan Selassie (Gondar)

### Musique
Les chantres animent toutes les cérémonies.

### Pratiques
Les fidèles orthodoxes tewahedo ont de nombreuses pratiques inspirées de l'Ancien Testament, dont la place a longtemps été débattue par les théologiens. Ainsi, sont pratiquées jusqu'à aujourd'hui la circoncision, fréquente, dans un contexte où elle ne concerne pas que les chrétiens ; l’offrande des prémices ; les interdits alimentaires (les seuls animaux autorisés sont le poulet, le bœuf et les chèvres et moutons). De même, le samedi, à l'instar du dimanche, tient une place particulière dans la pratique religieuse car c'est un jour d'office religieux et de communion.
Le mercredi et le vendredi sont jours d'abstinence de viande ; mais le poisson est souvent consommé.
Les fêtes religieuses éthiopiennes sont spectaculaires et utilisent des objets de cultes spécifiques comme les tabots et les croix ethiopiennes.